# ライモンツ・ヴェーヨニス
ライモンツ・ヴェーヨニス（ラトビア語: Raimonds Vējonis、1966年6月15日 - ）は、ラトビアの政治家。2015年より2019年まで同国大統領を務めた。ラトヴィア緑の党所属。

## 経歴

### 政治家になるまで
1966年6月15日、ソヴィエト連邦プスコフ州（現在のロシア）に生まれる。父はラトヴィア人で、同地でソ連軍に従軍していた。母はロシア人。その後プスコフ州からラトビアに移り、マドナ近くの学校に通った。ヴェーヨニスは、自身の祖父がソ連の集団農場で用いられていた化学薬品により失明したことから環境保護に関心を抱くようになった。1989年、ラトヴィア大学生物学部を卒業し、1995年に修士号を取得した。そのかたわら、マドナで生物学の教師としても勤務した。1989年から1996年までマドナ地区環境委員会の副委員長を務めた。また、1990年から1993年までマドナ市議会議員も務めた。1996年から2002年まで大リーガ地区環境委員会委員長。

### 政治家

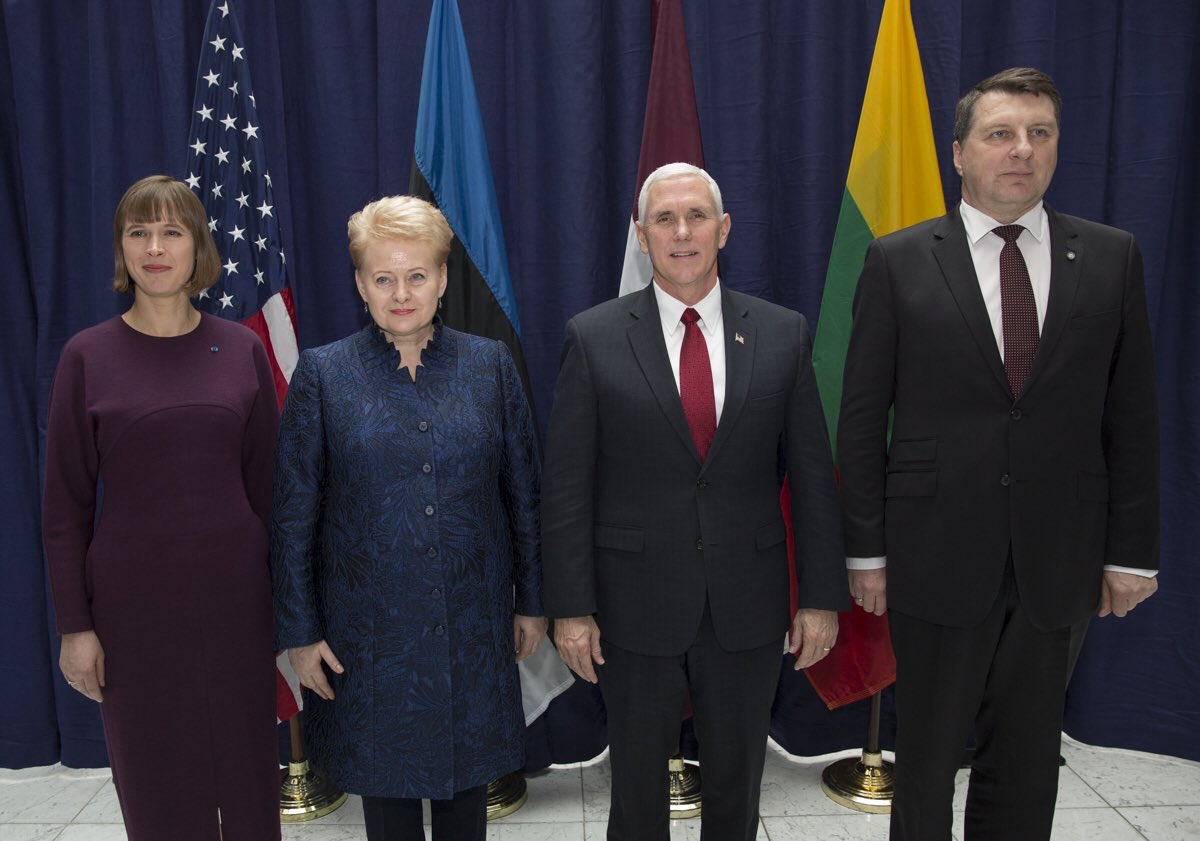
左からエストニアのケルスティ・カリユライド大統領、リトアニアのダリア・グリバウスカイテ大統領、米国のマイク・ペンス副大統領、ヴェーヨニス（2017年2月18日）

2002年11月7日、ヴェーヨニスは環境保護・地方開発相に就任した。翌2003年に環境保護・地方開発省が2つに分割され、ヴェーヨニスは環境相となった。2011年に省庁改変で環境保護・地方開発省が復活したため、ヴェーヨニスは再び環境保護・地方開発相となった。この間、政権の入れ替わりもあったが、ヴェーヨニスは続けて環境相や環境保護・地方開発相を務めた。2011年10月25日、国会議員選挙の結果を受けて新内閣が発足し、ヴェーヨニスは環境保護・地方開発相を辞任したが、国会議員として政治活動は続けた。2014年、国防相に就任した。そして2015年6月3日の大統領選挙に出馬して当選。同年7月8日、大統領に就任した。彼は演説の中で、環境保護を通して国家の安全保障を強化していくことを約束した。2019年7月8日に大統領を退任。